# Vanzaghello
Vanzaghello es una localidad y comune italiana de la provincia de Milán, región de Lombardía, con 5.199 habitantes.

## Evolución demográfica
| Gráfica de evolución demográfica de Vanzaghello entre 1861 y 2001 |
|                                                                   |
| Fuente ISTAT - elaboración gráfica de Wikipedia                   |